# Красний Трактир
Кра́сний Тракти́р (Черво́ний Тракти́р, Черво́ний Ши́нок) — історична місцевість Києва, колишнє поселення, розташовувалося на території сучасного Національного комплексу «Експоцентр України» (кол. ВДНГ).

## Історія
Виник, ймовірно, як поселення при шинку корчмі на Старому Васильківському шляху, яке виконувало роль поштової станції з кінськими стайнями (з кузнею для виготовлення та прибивання підков), подорожнього готелю з корчмою (трактиром, які обслуговували подорожуючих та візників (ямщиків), що прямували в напрямку Києва, або Василькова стародавнім Білоцерківським шляхом: Одеса—Київ—Москва—Санкт-Петербург.
Вперше згадується 1799 року як «трактир городской». На карті Київщини 1860-х років підписаний як «Красный Трактир митрополитанский». Назва походила ймовірно, від «красивості» трактиру, його популярності.
В 1900-ті роки існував як казенний хутір Красний Трактир (налічував 16 дворів). На карті міста 1918 року позначений як хутір Червона Ресторація. 
За радянської доби вживалася назва Червоний Трактир (1926), Червоний Шинок (1933), Червоне село (1940), Червоний Шинок (Красний Трактир) (1943). 
1934 року територію хутора Червоний Шинок було включено до меж міста Києва, та перейменовано на хутір Червоний.
Поселення було ліквідоване на межі 1940-х та 1950-х років у зв'язку із початком будівництва Республіканської сільгоспвиставки (згодом — Виставка досягнень народного господарства УССР, ВДНГ).
Таку ж назву мало місце біля переправи через Дніпро поблизу Кухмістерської слобідки.